# Ruta E del metro de Nova York
La Ruta E Eighth Avenue Local és un servei de ferrocarril metropolità subterrani del Metro de Nova York, als Estats Units d'Amèrica. Opera tot el temps i circula des de Jamaica Center-Parsons/Archer a Queens, cap a l'estació Chambers Street-World Trade Center al baix Manhattan via Queens Boulevard i Eigth Avenue, exprés a Queens i local a Manhattan. A les nits la ruta E efectua serveis de forma local en tota la ruta.
A diferència d'altres metros, cada servei no correspon a una única línia, sinó que un servei pot circular per diverses línies de ferrocarril. El servei E utilitza les següents línies:
| Ruta E del Metro de Nova York | Línia            | <<                                   | >>                                   | Vies                                                    | Temps                            |
| ----------------------------- | ---------------- | ------------------------------------ | ------------------------------------ | ------------------------------------------------------- | -------------------------------- |
| Ruta E del Metro de Nova York | Archer Avenue    | tota la línia                        | tota la línia                        | N/A                                                     | sempre                           |
| Ruta E del Metro de Nova York | Queens Boulevard | nord de Briarwood-Van Wyck Boulevard | nord de Briarwood-Van Wyck Boulevard | exprés                                                  | entre setmana (només hora punta) |
| Ruta E del Metro de Nova York | Queens Boulevard | Van Wyck Boulevard                   | Forest Hills-71st Avenue             | exprés (local tard a la nit, vespres i caps de setmana) | sempre                           |
| Ruta E del Metro de Nova York | Queens Boulevard | sud de Hills-71st Avenue             | sud de Hills-71st Avenue             | exprés (local tard a la nit)                            | sempre                           |
| Ruta E del Metro de Nova York | Eighth Avenue    | 42nd Street                          | World Trade Center                   | local                                                   | sempre                           |